# Ben Andrews Rumler
Ben Andrews Rumler (* 31. Mai 1999 in Berlin) ist ein deutscher Schauspieler.

## Leben
Ben Andrews Rumler, dessen Eltern aus Ghana und der Elfenbeinküste stammen, wurde in Berlin geboren, wo er auch aufwuchs. Erste schauspielerische Erfahrungen machte er von 2011 bis 2014 beim musikalischen Kindertheater in der Berliner Einrichtung „Die Glückspilze“.
2017 absolvierte er das Abitur und steht seither für Werbefilme, Musikvideos, sowie Film- und Fernsehproduktionen vor der Kamera.
In der Nickelodeon-Jugendserie Spotlight verkörperte er von 2016 bis 2018 den begabten Tänzer Samuel, einen der Schüler der „Berlin School of Art“. Eine weitere durchgehende Serienrolle folgte in dem GZSZ-Spin-Off Sunny – Wer bist du wirklich? (2020), in dem er Karl Mensa, den besten Freund des Anführers einer Münchner Fotografie-Masterclass-Clique, spielte.
In dem Fernsehfilm Nachtschicht – Die Ruhe vor dem Sturm (2022) war er an der Seite von Slavko Popadic als Rapper und Drogendealer Moses zu sehen. Im NDR-Tatort: Verborgen (2023) spielte er den Migranten und Asylbewerber Sam.
Seit 2022 ist Ben Andrews Rumler auch regelmäßig in Episodenrollen in verschiedenen TV-Serien zu sehen. In der 3. Staffel der ZDF-Serie Blutige Anfänger (2022) übernahm er eine Episodenhauptrolle als tatverdächtiger Sportler und Kindesvater Samory Konde. In der 17. Staffel der ZDF-Serie Notruf Hafenkante (2022) spielte er den Rollerfahrer Enam Boadu, der angibt, von zwei Polizisten aus rassistischen Gründen brutal angegriffen worden zu sein. In der 3. Staffel der ZDF-Serie Jenseits der Spree (2023) spielte er den jungen Kfz-Mechaniker Sam, der dem 15-jährigen Jugendlichen Richy (Frederic Balonier), der sein altes Leben hinter sich lassen möchte, eine Lehrstelle anbietet. In der 6-teiligen Dramedy-Serie Aufgestaut (2023) war er der verzweifelte Spätkauf-Besitzer Paul, der dringend Geld braucht, damit sich sein Bruder in Ghana eine neue Wasserpumpe für seine Erdnussplantage kaufen kann. In der 15. Staffel der ZDF-Serie SOKO Stuttgart (2024) spielte er in einer Episodenrolle den Angeklagten Essam Keita, der sich wegen räuberischen Diebstahls vor Gericht verantworten muss.
In der ZDF-Serie Blutige Anfänger gehörte Ben Andrews Rumler in der 6. Staffel (2024) in der Rolle des Polizeischülers Tulani Coulibaly zur Hauptbesetzung.
Ben Andrews Rumler lebt in Berlin.

## Filmografie (Auswahl)
- 2016–2018: Spotlight (Fernsehserie, Serienrolle)
- 2020: Sunny – Wer bist du wirklich? (Fernsehserie, Serienrolle)
- 2022: Nachtschicht – Die Ruhe vor dem Sturm (Fernsehreihe)
- 2022: Blutige Anfänger: Samenraub (Fernsehserie, eine Folge)
- 2022: Notruf Hafenkante: Recht und Unrecht (Fernsehserie, eine Folge)
- 2023: Tatort: Verborgen (Fernsehreihe)
- 2023: Jenseits der Spree: In den Flammen (Fernsehserie, eine Folge)
- 2024: SOKO Stuttgart: Straflust (Fernsehserie, eine Folge)
- 2024: Allein zwischen den Fronten (Fernsehfilm)
- 2024: Blutige Anfänger: (Fernsehserie, Hauptrolle)